# 国立病院機構宮城病院
独立行政法人国立病院機構宮城病院（どくりつぎょうせいほうじんこくりつびょういんきこうみやぎびょういん）は、宮城県亘理郡山元町にある医療機関。

## 概要
独立行政法人国立病院機構が運営する病院である。政策医療分野における神経・筋疾患、脳血管疾患、重症心身障害の専門医療施設である。児童福祉法に基づく、医療型障害児入所施設（重症心身障害に対応）である。この関係で、宮城県立山元支援学校が隣接している。

## 沿革
- 1939年2月28日 - 傷兵保護院傷痍軍人宮城療養所として設置。
- 1945年12月1日 - 厚生省に移管、国立宮城療養所として発足。
- 1970年4月1日 - 国立療養所宮城病院に改称。
- 2001年1月6日 - 厚生労働省に移管。
- 2004年4月1日 - 独立行政法人国立病院機構発足に伴い、現名称に変更。
- 2005年4月1日 - 院内に、宮城県立西多賀養護学校宮城病院分教室を設置。
- 2006年4月1日 - 西多賀養護学校宮城病院分教室を宮城県立山元養護学校に併合。

## 診療科
- 脳神経内科
- 内科
- 外科
- 脳神経外科
- 呼吸器内科
- 小児科
- リハビリ科
- 消化器内科
- アレルギー科
- 整形外科
- 循環器内科
- 皮膚科
- 歯科

## 医療機関の指定等
- 保険医療機関
- 救急告示医療機関
- 労災保険指定医療機関
- 指定自立支援医療機関（精神通院医療）
- 生活保護法指定医療機関
- 戦傷病者特別援護法指定医療機関
- 難病指定医療機関
- 指定療育機関
- 小児慢性特定疾患治療研究事業委託医療機関
- 児童福祉法に基づく指定医療機関（重症心身障害児委託病床）

## 交通アクセス
- JR東日本常磐線山下駅・坂元駅よりタクシーで約4km。
- 山元町町民バス「ぐるりん号」で宮城病院下車。